# Мігель Мерентіель
Мігель Мерентіель (ісп. Miguel Merentiel, нар. 24 лютого 1996, Пайсанду) — уругвайський футболіст, нападник аргентинського клубу «Бока Хуніорс» та національної збірної Уругваю. Виступав також за низку уругвайських та закордонних клубів. Володар Південноамериканського кубка. Дворазовий переможець Рекопи Південної Америки. Чемпіон Бразилії.

## Клубна кар'єра
Мігель Мерентіель народився 1996 року в місті Пайсанду. Займався в юнацьких командах футбольних клубів «Белья Віста» та «Пеньяроль». У 2017 році футболіста перевели до основної команди клубу «Пеньяроль», проте відразу віддали в оренду до клубу «Ель Танке Сіслей», а пізніше до іспанських команд «Лорка» та «Валенсія Месталья».
У 2019 році Мерентіель став гравцем аргентинської команди «Годой-Крус», а в наступному році перейшов до іншого аргентинського клубу «Дефенса і Хустісія», в якому того року став володарем Південноамериканського кубка, а наступного року володарем Рекопи Південної Америки.
У 2022 році уругвайський нападник перейшов до бразильського клубу «Палмейрас», у складі якого цього ж року став володарем Рекопи Південної Америки, а також став чемпіоном Бразилії.
У 2023 році Мігель Мерентіель став гравцем клубу «Бока Хуніорс».

## Виступи за збірну
У 2024 році Мігель Мерентіель дебютував у складі національної збірної Уругваю.

## Титули і досягнення
- Володар Південноамериканського кубка (1):

«Дефенса і Хустісія»: 2020
- Переможець Рекопи Південної Америки (1):

«Дефенса і Хустісія»: 2021
- Чемпіон Бразилії (1):

«Палмейрас»: 2022
- Ліга Пауліста (1):
«Палмейрас»: 2023